# Dazu
Dazu (en chino simplificado, 大足区; pinyin, Dàzú qū) es un distrito urbano bajo la administración del municipio de Chongqing, en el centro de la República Popular China. Se ubica en las riveras del río Yangtsé y al sur de la cuenca de Sichuan. Su área es de 1433 km² y su población total para 2016 superó el millón de habitantes.

## Administración
En octubre de 2011 el distrito de Dazu se fusionó con el distrito Shuangqiao (双桥区) y desde entonces se divide en 27 pueblos que se administran en 6 subdistritos y 21 poblados.

## Toponimia
Según la enciclopedia del siglo X, escrita por Yue Shi (乐史), Geografía universal de la Era Taiping (太平寰宇记) dice; lleva el nombre del río Dazu (ahora el río Laixi (濑溪河) , un afluente del Río Tuo) dentro de los límites de la ciudad. 
El carácter Da (大) significa "grande" , mientras Zu (足) significa "abundancia".

## Clima
Dazu tiene un clima monzónico subtropical con abundante calor, abundantes lluvias y cuatro estaciones distintas. El clima es ventoso con frecuencia en primavera, hay más sequías en pleno verano, lluvias a principios de verano y otoño, más cálidas en invierno y pocas heladas y nieve.
| Parámetros climáticos promedio de Dazu（1958－1985年） | Parámetros climáticos promedio de Dazu（1958－1985年） | Parámetros climáticos promedio de Dazu（1958－1985年） | Parámetros climáticos promedio de Dazu（1958－1985年） | Parámetros climáticos promedio de Dazu（1958－1985年） | Parámetros climáticos promedio de Dazu（1958－1985年） | Parámetros climáticos promedio de Dazu（1958－1985年） | Parámetros climáticos promedio de Dazu（1958－1985年） | Parámetros climáticos promedio de Dazu（1958－1985年） | Parámetros climáticos promedio de Dazu（1958－1985年） | Parámetros climáticos promedio de Dazu（1958－1985年） | Parámetros climáticos promedio de Dazu（1958－1985年） | Parámetros climáticos promedio de Dazu（1958－1985年） | Parámetros climáticos promedio de Dazu（1958－1985年） |
| Mes                                                    | Ene.                                                   | Feb.                                                   | Mar.                                                   | Abr.                                                   | May.                                                   | Jun.                                                   | Jul.                                                   | Ago.                                                   | Sep.                                                   | Oct.                                                   | Nov.                                                   | Dic.                                                   | Anual                                                  |
| ------------------------------------------------------ | ------------------------------------------------------ | ------------------------------------------------------ | ------------------------------------------------------ | ------------------------------------------------------ | ------------------------------------------------------ | ------------------------------------------------------ | ------------------------------------------------------ | ------------------------------------------------------ | ------------------------------------------------------ | ------------------------------------------------------ | ------------------------------------------------------ | ------------------------------------------------------ | ------------------------------------------------------ |
| Temp. media (°C)                                       | 6.6                                                    | 8.4                                                    | 13.2                                                   | 17.9                                                   | 21.5                                                   | 24.0                                                   | 27.1                                                   | 27.0                                                   | 22.3                                                   | 17.6                                                   | 12.8                                                   | 8.3                                                    | 17.2                                                   |
| Lluvias (mm)                                           | 17.2                                                   | 18.6                                                   | 27.5                                                   | 63.5                                                   | 104.7                                                  | 145.3                                                  | 179.3                                                  | 166.1                                                  | 145.0                                                  | 81.5                                                   | 39.2                                                   | 18.7                                                   | 1006.6                                                 |
| Días de precipitaciones (≥ 1 mm)                       | 10                                                     | 10                                                     | 10                                                     | 13                                                     | 17                                                     | 16                                                     | 12                                                     | 12                                                     | 16                                                     | 17                                                     | 13                                                     | 9                                                      | 155                                                    |
| Horas de sol                                           | 44.2                                                   | 50.4                                                   | 109.1                                                  | 138.3                                                  | 122.0                                                  | 130.0                                                  | 215.1                                                  | 218.8                                                  | 111.8                                                  | 72.9                                                   | 57.0                                                   | 44.6                                                   | 1314.2                                                 |
| Humedad relativa (%)                                   | 84.0                                                   | 82.0                                                   | 77.0                                                   | 77.0                                                   | 80.0                                                   | 82.0                                                   | 60.0                                                   | 79.0                                                   | 83.0                                                   | 97.0                                                   | 86.0                                                   | 80.0                                                   | 82.6                                                   |
| Fuente: 大足县志（1996年版）                           |                                                        |                                                        |                                                        |                                                        |                                                        |                                                        |                                                        |                                                        |                                                        |                                                        |                                                        |                                                        |                                                        |